# Dinamarca en los Juegos Olímpicos de Sankt Moritz 1948
Dinamarca estuvo representada en los Juegos Olímpicos de Sankt Moritz 1948 por un total de 2 deportistas que compitieron en 2 deportes.  
El portador de la bandera en la ceremonia de apertura fue el deportista Knud Tønsberg. El equipo olímpico danés no obtuvo ninguna medalla en estos Juegos.